# Rosé de Loire
Le rosé de Loire est un vin rosé d'appellation d'origine contrôlée produit sur les aires d'appellation anjou, saumur et touraine, soit sur une vaste partie du vignoble de la vallée de la Loire.

## Histoire
Le rosé de Loire a été reconnu comme AOC par le décret du 4 septembre 1974. Le cahier des charges de l'appellation a été modifié en janvier 2024.

## Situation géographique
La zone de production est située à l'intérieur des délimitations des appellations anjou, saumur et touraine.

## Vignoble

### Présentation
Représente une surface de 1 000 hectares. Les rendements sont de l'ordre de 60 hectolitres/hectares donnant environ 60 000 hectolitres par an en moyenne.

### Aire d'appellation
La récolte des raisins, la vinification et l'élaboration des vins susceptibles de bénéficier de l'appellation d'origine contrôlée rosé-de-loire sont assurées sur le territoire des communes suivantes :
- Département de Maine-et-Loire : Les Alleuds, Allonnes, Ambillou-Château, Angers, Antoigné, Artannes-sur-Thouet, Aubigné-sur-Layon, Beaulieu-sur-Layon, Blaison-Gohier, Bouchemaine, Bouzillé, Brain-sur-Allonnes, Brézé, Brigné, Brissac-Quincé, Brossay, Cernusson, Les Cerqueux-sous-Passavant, Chacé, Chalonnes-sur-Loire, Champ-sur-Layon, Champtocé-sur-Loire, Champtoceaux, Chanzeaux, La Chapelle-Saint-Florent, Charcé-Saint-Ellier-sur-Aubance, Chaudefonds-sur-Layon, Chavagnes, Chemellier, Chênehutte-Trèves-Cunault, Cizay-la-Madeleine, Cléré-sur-Layon, Concourson-sur-Layon, Le Coudray-Macouard, Courchamps, Coutures, Denée, Dénezé-sous-Doué, Distré, Doué-la-Fontaine, Drain, Epieds, Faveraye-Mâchelles, Faye-d'Anjou, Fontaine-Milon, Fontevraud-l'Abbaye, Forges, La Fosse-de-Tigné, Gennes, Grézillé, Huillé, Ingrandes, Juigné-sur-Loire, La Jumellière, Landemont, Liré, Louerre, Louresse-Rochemenier, Lué-en-Baugeois, Luigné, Le Marillais, Martigné-Briand, Meigné, Le Mesnil-en-Vallée, Montfort, Montilliers, Montjean-sur-Loire, Montreuil-Bellay, Montsoreau, Mozé-sur-Louet, Mûrs-Erigné, Notre-Dame-d'Allençon, Noyant-la-Plaine, Nueil-sur-Layon, Parnay, Passavant-sur-Layon, Pellouailles-les-Vignes, La Pommeraye, La Possonnière, Le Puy-Notre-Dame, Rablay-sur-Layon, Rochefort-sur-Loire, Rou-Marson, Saint-Aubin-de-Luigné, Saint-Cyr-en-Bourg, Saint-Florent-le-Vieil, Saint-Georges-sur-Loire, Saint-Georges-sur-Layon, Saint-Georges-des-Sept-Voies, Saint-Germain-des-Prés, Saint-Jean-des-Mauvrets, Saint-Just-sur-Dive, Saint-Lambert-du-Lattay, Saint-Laurent-de-la-Plaine, Saint-Laurent-du-Mottay, Saint-Macaire-du-Bois, Saint-Melaine-sur-Aubance, Saint-Rémy-la-Varenne, Saint-Saturnin-sur-Loire, Saint-Sigismond, Saint-Sulpice-sur-Loire, Saint-Sylvain-d'Anjou, Sainte-Gemmes-sur-Loire, Saulgé-l'Hôpital, Saumur, Savennières, Soucelles, Soulaines-sur-Aubance, Souzay-Champigny, Tancoigné, Thouarcé, Le Thoureil, Tigné, Trémont, Turquant, Les Ulmes, Valanjou, La Varenne, Varennes-sur-Loire, Varrains, Vauchrétien, Vaudelnay, Les Verchers-sur-Layon, Verrie, Vihiers, Villevêque.
- Département des Deux-Sèvres : Argenton-l'Église, Bouillé-Loretz, Bouillé-Saint-Paul, Brion-près-Thouet, Cersay, Louzy, Mauzé-Thouarsais, Saint-Cyr-la-Lande, Saint-Martin-de-Mâcon, Saint-Martin-de-Sanzay, Sainte-Radegonde, Sainte-Verge, Thouars, Tourtenay.
- Département de la Vienne : Berrie, Curçay-sur-Dive, Glénouze, Pouançay, Ranton, Saint-Léger-de-Montbrillais, Saix, Ternay, Les Trois-Moutiers.
- Département d'Indre-et-Loire : Amboise, Anché, Artannes-sur-Indre, Athée-sur-Cher, Avoine, Avon-les-Roches, Azay-le-Rideau, Azay-sur-Cher, Beaumont-en-Véron, Benais, Bléré, Bossay-sur-Claise, Bourgueil, Brizay, Candes-Saint-Martin, Cangey, Chambray-lès-Tours, Chançay, Chanceaux-sur-Choisille, La Chapelle-sur-Loire, Chargé, Cheillé, Chemillé-sur-Indrois, Chenonceaux, Chinon, Chisseaux, Chouzé-sur-Loire, Cinais, Cinq-Mars-la-Pile, Civray-de-Touraine, Couziers, Cravant-les-Coteaux, La Croix-en-Touraine, Crouzilles, Dierre, Draché, Epeigné-les-Bois, Esvres, Fondettes, Francueil, Genillé, Huismes, L'Ile-Bouchard, Ingrandes-de-Touraine, Joué-les-Tours, Langeais, Larçay, Lémeré, Lerné, Lignières-de-Touraine, Ligré, Limeray, Lussault-sur-Loire, Luynes, Luzillé, Marçay, Montlouis-sur-Loire, Montreuil-en-Touraine, Mosnes, Nazelles-Négron, Neuillé-le-Lierre, Noizay, Panzoult, Parçay-Meslay, Pocé-sur-Cisse, Pont-de-Ruan, Razines, Restigné, Reugny, Rigny-Ussé, Rivarennes, Rivière, La Roche-Clermault, Rochecorbon, Saché, Saint-Avertin, Saint-Benoît-la-Forêt, Saint-Etienne-de-Chigny, Saint-Germain-sur-Vienne, Saint-Martin-le-Beau, Saint-Michel-sur-Loire, Saint-Nicolas-de-Bourgueil, Saint-Ouen-les-Vignes, Saint-Patrice, Saint-Règle, Sainte-Maure-de-Touraine, Savigny-en-Véron, Savonnières, Sazilly, Seuilly, Souvigny-de-Touraine, Tavant, Theneuil, Thilouze, Thizay, Tours, Vallères, Véretz, Vernou-sur-Brenne, Villaines-les-Rochers, Vouvray.
- Département de Loir-et-Cher : Angé, Blois, Bourré, Chailles, Chambon-sur-Cisse, Châteauvieux, Châtillon-sur-Cher, Chaumont-sur-Loire, Chémery, Chissay-en-Touraine, Choussy, Chouzy-sur-Cisse, Contres, Couddes, Couffi, Faverolles-sur-Cher, Mareuil-sur-Cher, Méhers, Mesland, Meusnes, Molineuf, Monteaux, Monthou-sur-Bièvre, Monthou-sur-Cher, Montrichard, Noyers-sur-Cher, Oisly, Onzain, Pontlevoy, Pouillé, Rilly-sur-Loire, Saint-Aignan, Saint-Georges-sur-Cher, Saint-Julien-de-Chedon, Saint-Romain-sur-Cher, Sassay, Seigy, Soings-en-Sologne, Thenay, Thésée, Valaire, Vallières-les-Grandes.

### Encépagement
Les cépages de cette appellation sont le cabernet franc, le cabernet sauvignon, le grolleau, le pineau d'Aunis, le gamay et le côt.